# Cleora vittata
Cleora vittata är en fjärilsart som beskrevs av W. Warren 1899. Cleora vittata ingår i släktet Cleora och familjen mätare. Inga underarter finns listade i Catalogue of Life.